# 황새과
황새과(Ciconiidae)는 황새목에 속하는 유일한 조류 과이다. 세계의 온대·열대에 분포하는데, 아프리카 대륙과 오스트레일리아 대륙, 북아메리카 대륙 남부, 남아메리카 대륙, 유라시아 대륙, 인도네시아, 마다가스카르섬 등에 분포한다. 아시아 남부와 아프리카에 사는 종이 많다. 목, 다리, 부리가 길다. 전 세계에 19종이 있다. 황새는 울음소리 대신 위아래 부리를 부딪혀 소리를 낸다. 이 소리는 번식기에 특히 잘 들린다. 번식기에는 암수가 서로 절하는 듯한 행동 등 특유의 과시행동을 나타낸다. 물고기·곤충·개구리·들쥐·뱀·도마뱀 등 주로 동물성 먹이를 먹으며, 아프리카황새나 대머리황새는 동물의 시체도 먹는다. 절벽이나 큰 나무 또는 건물 등에 둥지를 짓고, 3-5개의 알을 낳는다. 대한민국에는 황새와 먹황새 두 종이 도래한다.

## 하위 속
- 열린부리황새속 (Anastomus)
- 황새속 (Ciconia)
- 안장부리황새속 (Ephippiorhynchus)
- 검은머리황새속 (Jabiru)
- 대머리황새속 (Leptoptilos)
- 나무황새속 (Mycteria)